# Blanchard Hill
Der Blanchard Hill ist ein 1360 m hoher Hügel im ostantarktischen Coatsland. Er ragt zwischen Mount Kelsey und dem Whymper Spur im Pioneers Escarpment der Shackleton Range auf.
Erste Luftaufnahmen entstanden 1967 durch die United States Navy. Der British Antarctic Survey nahm zwischen 1968 und 1971 Vermessungen vor. Das UK Antarctic Place-Names Committee benannte den Hügel 1972 nach dem US-amerikanischen Erfinder Robert L. Blanchard, der zum Ende der 1940er Jahre das erste leichtgewichtiges Expeditionszelt mit Außengestänge entwickelt hatte.